# Ставовяк, Мацей
Ма́цей Ставо́вяк (пол. Maciej Stawowiak; р. 25 сентября 1947) — польский автогонщик, участник чемпионатов мира и чемпионатов Европы по ралли. Победитель Кубка Дружбы социалистических стран по ралли 1974 года. Чемпион Польши по ралли 1980 года.
Почти всю свою карьеру (за исключением трёх гонок) выступал на автомобилях произведенных в Польше (чем отличается от других польских гонщиков того времени). Лучший результат в WRC — «бронза» на Ралли Польши 1973 года. Ралли запомнилось тем, что в нём финишировали всего три экипажа, замыкающим из которых и стал Мацей. Следующее попадание в очковую зону случилось только в 1980 году на Ралли Португалии.
В 1974 году стал победителем Кубка Дружбы социалистических стран по ралли, хотя и не одержал ни одной победы на этапе. Также на его счету в том сезоне — восьмое место в чемпионате Европы. В 1970-1974 годах участвовал в гонках и в качестве штурмана.

## Некоторые результаты выступлений в WRC
| №  | Ралли                | Год  | Штурман          | Автомобиль       | Место |
| -- | -------------------- | ---- | ---------------- | ---------------- | ----- |
| 1  | Ралли Монте-Карло    | 1973 | Лех Яворович     | Polski Fiat 125p | Сход  |
| 2  | Ралли Польши         | 1973 | Ян Чижек         | Polski Fiat 125p | 3     |
| 3  | Ралли Монте-Карло    | 1975 | Ян Чижек         | Polski Fiat 125p | 12    |
| 4  | Ралли Монте-Карло    | 1977 | Ян Чижек         | Polski Fiat 125p | Сход  |
| 5  | Ралли Акрополис      | 1977 | Ришард Жижковски | Polski Fiat 125p | 14    |
| 6  | Ралли «Тысяча Озёр»  | 1979 | Ришард Жижковски | FSO Polonez 2000 | 41    |
| 7  | Ралли Португалии     | 1980 | Ришард Жижковски | FSO Polonez 2000 | 10    |
| 8  | Ралли Акрополис      | 1980 | Ришард Жижковски | FSO Polonez 2000 | 17    |
| 9  | Ралли «Тысяча Озёр»  | 1981 | Ришард Жижковски | FSO Polonez 2000 | 29    |
| 10 | Ралли Великобритании | 1981 | Ришард Жижковски | FSO Polonez 2000 | 25    |